# 小西米泡
小西米泡是一个位于中国吉林省大安县的湖泊，面积约为14.4平方千米，平均水深约为1.5米，蓄水量约为3500万立方米。